# United States House Committee on Ways and Means

Siegel des Ausschusses

Das United States House Committee on Ways and Means (wörtlich „Ausschuss für Wege und Mittel“) ist ein Ausschuss des Repräsentantenhauses der Vereinigten Staaten. Seine sehr weit gefasste Zuständigkeit erstreckt sich nicht nur auf die Haushalts-, Finanz- und Steuerpolitik, sondern außerdem auch auf die sozialen Sicherungssysteme und einige familienpolitische Themenbereiche.

## Geschichte
Das Committee on Ways and Means existiert bereits seit 1789 und ist damit der am längsten bestehende ständige Ausschuss des Repräsentantenhauses. Die Grundidee ist allerdings noch älter, im englischen Parlament (später britischen Parlament) gab es zwischen 1641 und 1967 ein Committee of Ways and Means.

## Bedeutung
Die Anzahl der Ausschussmitglieder liegt über 40, woraus sich auf die Bedeutung dieses Committees schließen lässt. Zum Vergleich: Im Deutschen Bundestag wären für dieses Themenspektrum mindestens der Finanzausschuss, der Haushaltsausschuss und der Ausschuss für Gesundheit und Soziale Sicherung zuständig.
Der Vorsitzende (chairman) des Ausschusses gilt als eines der mächtigsten Kongressmitglieder. Ihm (oder ihr) steht ein Büro unmittelbar im Capitolsgebäude zu, ein Privileg, welches nur sechs weiteren Abgeordneten zukommt: dem Sprecher des Repräsentantenhauses, den Führern und Whips der Mehrheits- und der Minderheitsfraktion sowie dem Vorsitzenden des Committee on Appropriations des Senats.
Zwei Vorsitzende des Ausschusses wurden später zum US-Präsidenten gewählt, James K. Polk und William McKinley, Millard Fillmore wurde Vizepräsident und nach dem Tod von Präsident Taylor ebenfalls US-Präsident.

## Aufgaben
Gemäß der Verfassung der Vereinigten Staaten ist das Repräsentantenhaus für alle Gesetzesentwürfe (bills) im Bereich der Steuerpolitik zuständig. Die Geschäftsordnung des Repräsentantenhauses wiederum legt fest, dass alle derartigen Gesetzesentwürfe das Ways and Means Committee durchlaufen müssen. Hierdurch kommt diesem Ausschuss immense Macht und Bedeutung zu, insbesondere im Vergleich zu seinem Gegenstück im Senat, dem Committee on Finance.

## Mitglieder im 118. Kongress

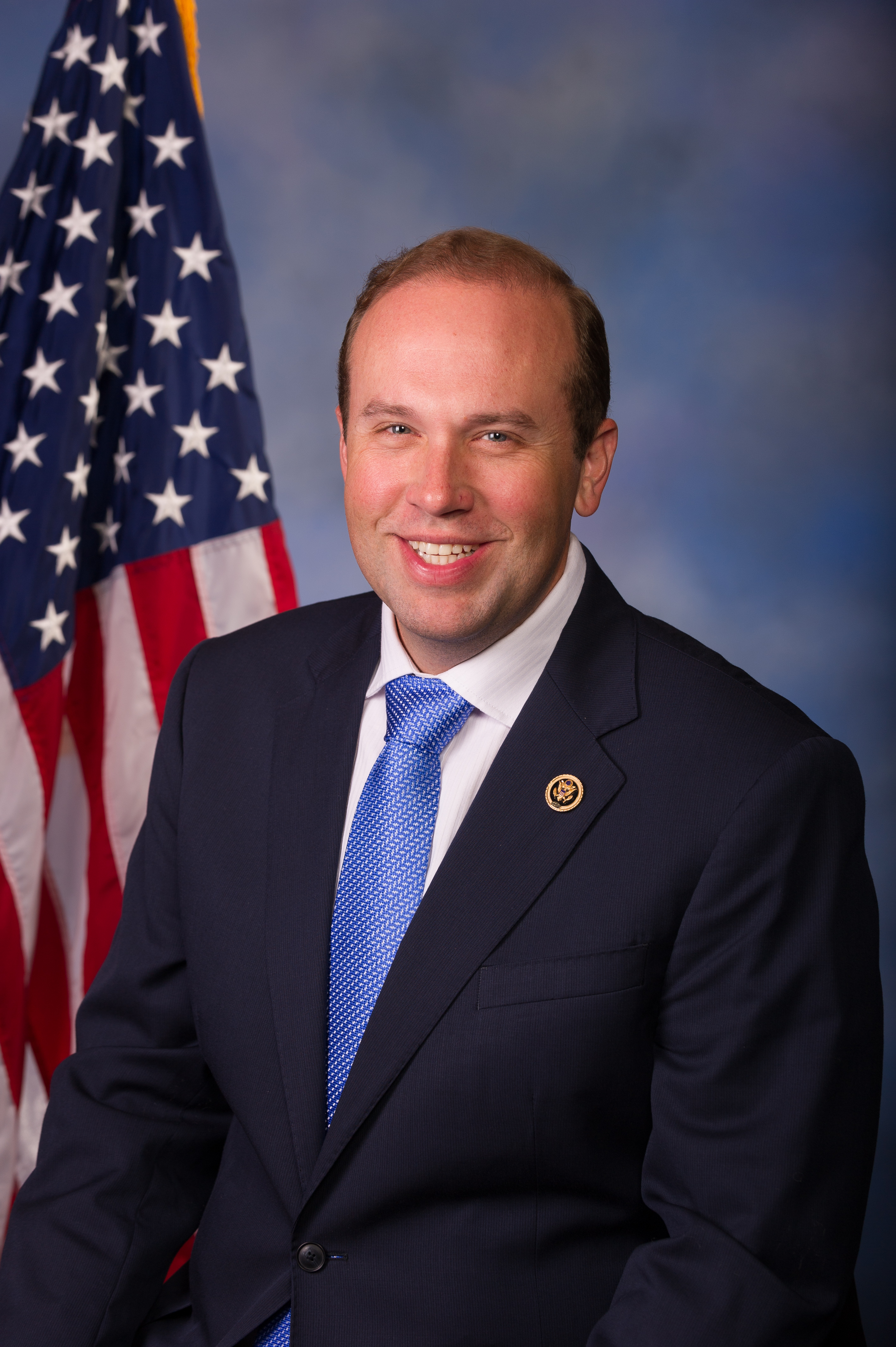
Jason Smith, der Vorsitzende des Ausschusses im 118. Kongress

Der Ausschuss besteht aus 25 Republikanern und 18 Demokraten. Vorsitzender und ranghöchster Republikaner im Gremium ist der Missouri vertretende Jason Smith. Ranghöchster Demokrat im Gremium ist der Massachusetts vertretende Richard Neal. Es gibt sechs Unterausschüsse (Subcommittees).
| Republikaner | Demokraten |
| --- | --- |
| - Jason Smith, Missouri, Chair - Vern Buchanan, Florida, Vice Chair - Adrian Smith, Nebraska - Mike Kelly, Pennsylvania - David Schweikert, Arizona - Darin LaHood, Illinois - Brad Wenstrup, Ohio - Jodey Arrington, Texas - Drew Ferguson, Georgia - Ron Estes, Kansas - Lloyd Smucker, Pennsylvania - Kevin Hern, Oklahoma - Carol Miller, West Virginia - Greg Murphy, North Carolina - David Kustoff, Tennessee - Brian Fitzpatrick, Pennsylvania - Greg Steube, Florida - Claudia Tenney, New York - Michelle Fischbach, Minnesota - Blake Moore, Utah - Michelle Steel, Kalifornien - Beth Van Duyne, Texas - Randy Feenstra, Iowa - Nicole Malliotakis, New York - Mike Carey, Ohio | - Richard Neal, Massachusetts, Ranking Member - Lloyd Doggett, Texas - Mike Thompson, Kalifornien - John Larson, Connecticut - Earl Blumenauer, Oregon - Bill Pascrell, New Jersey - Danny K. Davis, Illinois - Linda Sánchez, Kalifornien - Brian Higgins, New York - Terri Sewell, Alabama - Suzan DelBene, Washington - Judy Chu, Kalifornien, Vice Ranking Member - Gwen Moore, Wisconsin - Dan Kildee, Michigan - Don Beyer, Virginia - Dwight Evans, Pennsylvania - Brad Schneider, Illinois - Jimmy Panetta, Kalifornien |

### Unterausschüsse
Es gibt folgende sechs Unterausschüsse:
| Subcommittee Subcommittee on –- | Übersetzung          | Chair (Vorsitz)           | Ranking Member             |
| ------------------------------- | -------------------- | ------------------------- | -------------------------- |
| Health                          | Gesundheit           | Vern Buchanan             | Lloyd Alton Doggett II     |
| Oversight                       | Aufsicht             | David Schweikert          | William James Pascrell Jr. |
| Social Security                 | Soziale Sicherheit   | Anderson Drew Ferguson IV | John B. Larson             |
| Tax                             | Steuern              | George Joseph Kelly Jr.   | Charles Michael Thompson   |
| Trade                           | Handel               | Adrian Michael Smith      | Earl Francis Blumenauer    |
| Work and Welfare                | Arbeit und Wohlfahrt | Darin McKay LaHood        | Danny K. Davis             |

## Mitglieder im 117. Kongress

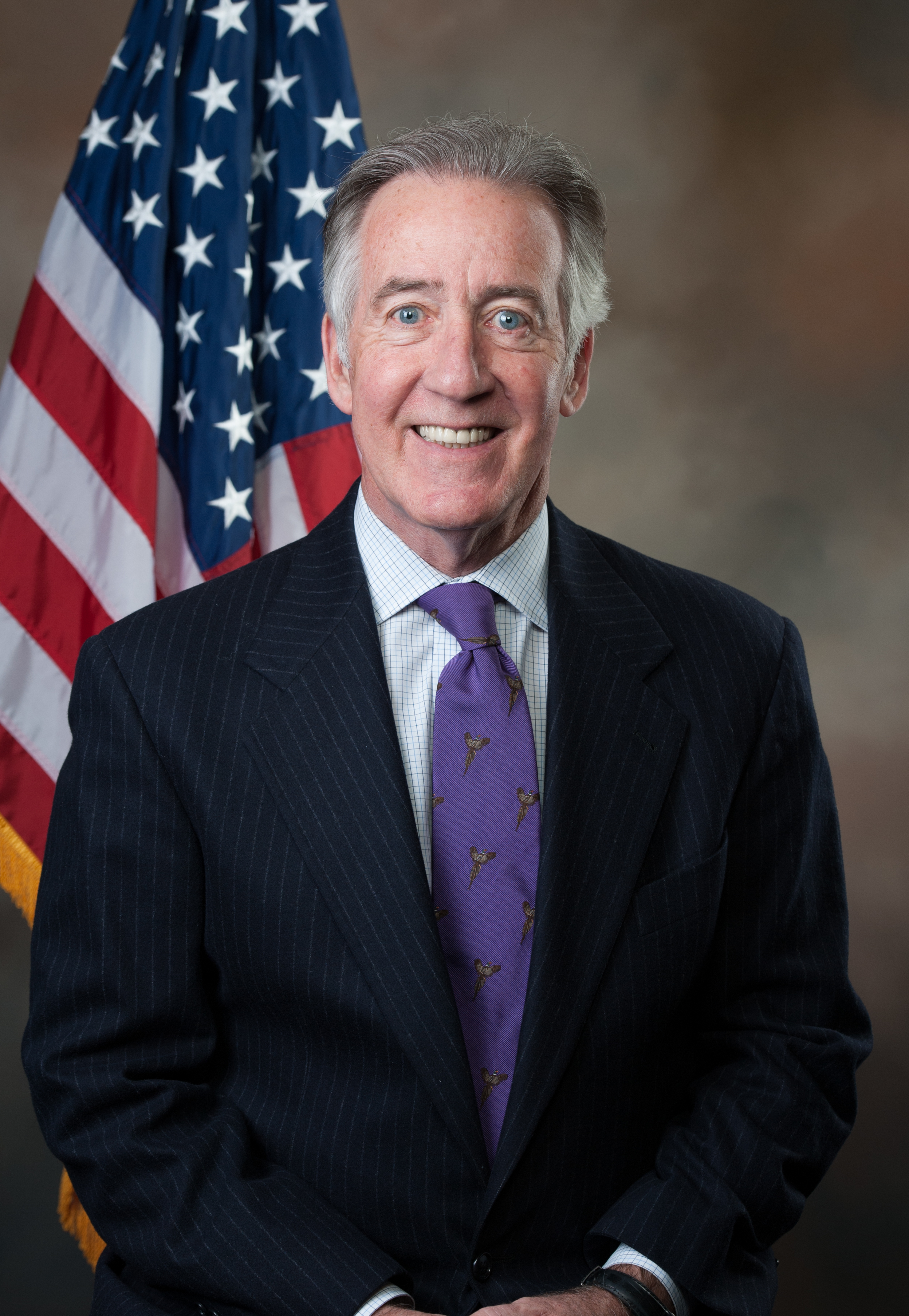
Richard Neal, der damalige Vorsitzende des Ausschusses

Der Ausschuss bestand aus 25 Demokraten und 18 Republikanern. Vorsitzender und ranghöchster Demokrat im Gremium war der aus Massachusetts stammende Richard Neal. Ranghöchster Republikaner im Gremium ist der Texas vertretende Kevin Brady. 
| Mehrheitspartei (Demokraten) | Minderheitspartei (Republikaner) |
| --- | --- |
| - Richard Neal, Massachusetts, Chairman - Lloyd Doggett, Texas - Mike Thompson, Kalifornien - John B. Larson, Connecticut - Earl Blumenauer, Oregon - Ron Kind, Wisconsin - Bill Pascrell, New Jersey - Danny K. Davis, Illinois - Linda Sánchez, Kalifornien - Brian Higgins, New York - Terri Sewell, Alabama - Suzan DelBene, Washington, Vice Chair - Judy Chu, Kalifornien - Gwen Moore, Wisconsin - Dan Kildee, Michigan - Brendan Boyle, Pennsylvania - Don Beyer, Virginia - Dwight Evans, Pennsylvania - Brad Schneider, Illinois - Tom Suozzi, New York - Jimmy Panetta, Kalifornien - Stephanie Murphy, Florida - Jimmy Gomez, Kalifornien - Steven Horsford, Nevada - Stacey Plaskett, Amerikan. Jungferninseln (nicht Stimmberechtigt) | - Kevin Brady, Texas, Ranking Member - Vern Buchanan, Florida - Adrian Smith, Nebraska - Devin Nunes, Kalifornien - Mike Kelly, Pennsylvania - Jason T. Smith, Missouri - Tom Rice, South Carolina - Tom Reed, New York - David Schweikert, Arizona - Jackie Walorski, Indiana - Darin LaHood, Illinois - Brad Wenstrup, Ohio - Jodey Arrington, Texas - Drew Ferguson, Georgia - Ron Estes, Kansas - Lloyd Smucker, Pennsylvania - Kevin Hern, Oklahoma - Carol Devine Miller, West Virginia - Gregory Francis Murphy, North Carolina - David Frank Kustoff, Tennessee |

## Unterausschüsse
| Subcommittee Subcommittee on –- | Übersetzung                      | Chair (Vorsitz)            |
| ------------------------------- | -------------------------------- | -------------------------- |
| Health                          | Gesundheit                       | Lloyd Alton Doggett II     |
| Oversight                       | Aufsicht                         | William James Pascrell Jr. |
| Select Revenue Measures         | Steuerpolitik                    | Charles Michael Thompson   |
| Social Security                 | Soziale Sicherheit               | John B. Larson             |
| Trade                           | Handel                           | Earl Francis Blumenauer    |
| Worker and Family Support       | Arbeit und Familienunterstützung | Danny K. Davis             |